# 켄타 나가타
나가타 켄타(永田権太,ながたけんた)는 일본의 게임 음악 작곡가다. 현재 닌텐도 EAD 소속 사운드 부 사원.

## 개요
1996년 닌텐도에 입사해 닌텐도 게임 작품의 사운드를 주욱 담당하고 있다. 피아노 및 베이스 부문을 사운드 부 내에서 담당하고 있으며, 사운드 부의 사원으로써 사운드 디렉터도 겸임하고 있다. 가장 유명한 작품은 슈퍼 마리오 64의 사운드.

## 주요 작품
- 마리오 카트 시리즈
  - 마리오 카트 64
  - 마리오 카트 더블 대시!!
  - 마리오 카트 7

## 같이 보기
- 곤도 고지